# James B. Lowe
James B. Lowe est un acteur américain né le 12 octobre 1879 à Macon, Géorgie (États-Unis), décédé le 19 mars 1963 à Los Angeles (Californie).

## Filmographie
- 1925 : The Demon Rider : Ranch Cook
- 1926 : Blue Blazes (en) : Rastus
- 1927 : La Case de l'oncle Tom (Uncle Tom's Cabin), de Harry A. Pollard :  Oncle Tome